# Someone to Watch Over Me
Someone to Watch Over Me est une série télévisée philippine diffusée entre le 5 septembre 2016 et le 6 janvier 2017 sur GMA Network.

## Synopsis
TJ tombe amoureux de Joanna. Son épouse et lui font face à leur plus gros revers quand on lui diagnostique la maladie d'Alzheimer à un stade précoce.

## Distribution

### Acteurs principaux
- Tom Rodriguez : Teodoro Jose «TJ» Agustin Chavez
- Lovi Poe : Joanna Mercado-Chavez

### Acteurs secondaires
- Max Collins-Magno : Irene Montenegro-Fernando
- Edu Manzano : Gregor «Buddy» Chavez
- Jackie Lou Blanco : Cielo Andrada-Chavez
- Ronnie Lazaro : Ruben «Estoy» Mercado
- Isay Alvarez-Seña : Remedios «Cita» Mercado
- Boy 2 Quizon : Paolo
- Frances Makil-Ignacio : Cecilia «Cess» Navarro
- Ralph Noriega : Jefferson «Jepoy» Mercado
- Luz Valdez : Rose Montenegro
- Shyr Valdez : Osang
- Camille Torres : Eunice
- Maricris Garcia-Cruz : Monique
- Espie Salvador : Espie
- Caleb Punzalan : Joshua Chavez
- Cogie Domingo : Adrian «Ian» Alejandro

## Diffusion
- GMA Network (2016-2017)
- GMA Pinoy TV (2016-2017) / GMA Life TV (2018)
- Panamericana Televisión (2017)
- Oromar Televisión (2018)
- Monte Carlo TV (2018)